# 中市河
中市河是中国江苏省苏州市的一条河流。西起阊门外城河，东至平门小河。全长1,050米，宽度4-5米。与阊门内城河、仓桥浜、学士河等垂直。沿中市河南侧为西中市、东中市等街道，北侧为阊门内下塘。
沿河古迹有泰伯庙等。